# Virus Undead
Virus Undead ist ein deutscher Horrorfilm des Regieduos Wolf Wolff und Ohmuthi aus dem Jahr 2008. Die Independent-Produktion wurde in Brandenburg gedreht. Als Kulisse für das Landhaus diente das neubarocke Herrenhaus Schloss Dammsmühle.
Zum Einsatz kommen neben diversen Nachwuchsdarstellern auch Ski King, der Sänger der deutschen Gothic-Metal-Band Beloved Enemy sowie Mitglieder der Rockband Oomph!.

## Handlung
Der für den Menschen gefährliche Vogelgrippe-Erreger H5N13 grassiert in Deutschland. Meldungen über Todesfälle häufen sich. Eine breitflächige Pandemie kann durch den renommierten Virologen Professor Bergen abgewendet werden, der in Kooperation mit dem Pharma-Konzern OMNI ein Gegenmittel synthetisiert. Jahre später zieht sich der Forscher auf seinen brandenburgischen Landsitz in Altlandsberg zurück, um in der Abgeschiedenheit einen hochaggressiven Hybrid-Vogelgrippevirus zu untersuchen. Dort wird der Wissenschaftler von infizierten Krähen, die immer wieder zu Boden fallen, angegriffen und dahingerafft.
Sein Enkel, der Medizinstudent Robert Hansen, reist gemeinsam mit den Freunden Eugen und Patrick in seine alte Heimat, um den Nachlass seines verstorbenen Großvaters zu regeln. An einer Tankstelle trifft das Trio zufällig auf Roberts Ex-Freundin Marlene, die wenig später mit ihrer Kollegin Vanessa zu einer ausgelassenen Party im geerbten Anwesen erscheint. Die feucht-fröhliche Runde findet allerdings ein abruptes Ende, als plötzlich zwei nach dem Verzehr von Gammelfleisch infizierte Männer Unfrieden stiften. Einer der beiden ist der tätowierte Besitzer des ortsansässigen Schnellrestaurants, der mit Robert noch eine alte Rechnung zu begleichen versucht. Kampfhandlungen folgen, wobei Patrick von Imbissbesitzer Bollmann, eine Art Zombie, gebissen und angesteckt wird.
Derweil breitet sich in der Ortschaft der neuartige Hybrid-Virus aus. Hilfe ist zunächst nicht zu erwarten. Die vier Partygäste verschanzen sich daher mit dem verletzten Patrick im Landhaus. Das Anwesen verkommt allerdings zum Anziehungspunkt der blutgierigen Monster. Eine Belagerung beginnt. Innerhalb des Gebäudes verschärft sich die Situation dramatisch als Patrick, seinem Drang folgend, ebenfalls auf Menschenjagd geht. Letztendlich finden alle Lebenden bis auf Robert den Tod. Dieser wird am frühen Morgen von Soldaten gerettet, dekontaminiert und am Ende des Films in ein Schutzzentrum mit weiteren Überlebenden gebracht.

## Kritiken
Das Lexikon des internationalen Films schrieb, die Produktion sei ein „routiniert inszenierter deutscher Horrorfilm mit diversen filmgeschichtlichen Anleihen, der mit asiatischem Geld finanziert und auf Englisch gedreht wurde.“